# Ady Steg
Adolphe "Ady" Steg (Checoslovaquia, 27 de enero de 1925-París, 11 de abril de 2021) fue un urólogo francés nacido en Eslovaquia y sobreviviente del Holocausto.

## Primeros años
Steg nació el 27 de enero de 1925 en Checoslovaquia en el seno de una familia de judíos ortodoxos. Su padre, Mordechai Steg, nació el 19 de abril de 1895 en Bistra, Imperio austrohúngaro, llevó a su familia a París en 1928. Mordechai tuvo tres hijos con su esposa, Feige: Adolphe (Ady), Bitia y Rachel. La familia se instaló en el XII Distrito de París. Asistió a la escuela primaria en la École élémentaire des Hospitalières-Saint-Gervais y escuela secundaria en el Lycée Voltaire.
El padre de Steg, Mordechai, que se había hecho pasar como Martin para evitar ser identificado como judío, fue internado en el campo de internamiento de Beaune-la-Rolande. Posteriormente, fue deportado a Auschwitz como parte del Convoy No.5 el 28 de junio de 1942. Martin sobrevivió a la deportación y luego regresó a París. Steg, siendo un estudiante del Lycée Voltaire, llevaba una insignia amarilla como se requería para los judíos que vivían en territorios ocupados por los alemanes. Sin embargo, su maestro, el Sr. Binon, hizo que su clase leyera De la tolérance de Montesquieu. Escapó de la Redada del Velódromo de Invierno el 16 de julio de 1942 con documentos falsos y, gracias a un contrabandista, pudo cruzar la línea de demarcación hacia la Zona libre. Fue salvado por Alexandre Glasberg y su hermano Vila Glasberg, que albergaban a judíos que huían de los nazis en Cazaubon. Luego fue enviado a Sarlat-la-Canéda para continuar su educación, donde se unió al tercer Batallón de Armagnac de las Fuerzas Francesas del Interior.

## Carrera
Después de la Segunda Guerra Mundial, Steg estudió medicina con el profesor Pierre Aboulker en el Hôpital Cochin de París, donde fue interno de 1953 a 1957, hasta que se convirtió en jefe de clínicas. Sucedió a Aboulker como jefe del departamento de urología del hospital, ocupando el cargo de 1976 a 1990. Fue elegido presidente de la Sociedad Francesa de Urología en 1986, se desempeñó como Presidente de la Asociación Francesa de Urología de 1987 a 1989, y fue Secretario General de la Asociación Europea de Urología de 1984 a 1992. Se convirtió en miembro de la Académie nationale de chirurgie en 1981 y se unió a la Académie Nationale de Médecine el 24 de octubre de 2000. En particular, operó el cáncer de próstata del presidente François Mitterrand.
Además de su carrera médica, cumplió numerosas responsabilidades en la comunidad judía. Fue presidente de la sección de París de la Union des étudiants juifs de France (Unión de estudiantes judíos franceses) y vicepresidente de la Unión mundial de estudiantes judíos. Fue miembro de la junta directiva del Fondo Social Judío Unificado, presidente del Consejo Representativo de las Instituciones Judías de Francia de 1970 a 1974, y presidente de la Alianza Israelita Universal de 1985 a 2011. Mientras estuvo en la alianza, supervisó las renovaciones de la biblioteca de la escuela, la creación de una nueva Facultad de Estudios Judíos y una red creciente entre Israel y Francia. Se convirtió en presidente honorario una vez que terminó su mandato en 2011. Formó parte del comité honorario de la Fondation France-Israël y fue miembro de la junta directiva de la Fundación para la Memoria de la Shoah. Además, fue vicepresidente de la Misión de estudio sobre la expoliación de los judíos de Francia.
Otras funciones desempeñadas por Steg incluyen ser miembro del Consejo Económico, Social y Ambiental de Francia de 1979 a 1983 y nuevamente de 1995 a 2010, miembro de la Comisión Nacional Consultiva de Derechos Humanos a partir de 2002, y pertenencia al Collège de la Haute autorité de 2007 a 2011.

## Vida personal
Su hermana, Bitia (nacida en 1926), vive en Jerusalén. Su otra hermana, Rachel (1923-2009) vivía en Haifa. Su hermano mayor, Henri (1922-2016), vivió en París y fue un miembro activo de la Resistencia francesa y la Liga Internacional contra el Racismo y el Antisemitismo.
Steg estuvo casado con Gilberte Nissim, ginecólogo y exmiembro de la Resistencia francesa. Tuvo dos hijos: Jean-Michel, quien se convirtió en asesor principal del banco Greenhill & Co. en Estados Unidos, y Philippe Gabriel, que actualmente trabaja como cardiólogo en el Hospital Bichat-Claude Bernard.
Adolphe Steg falleció en París el 12 de abril de 2021 a losa noventa y seis años.

## Distinciones
- Gran oficial de la Legión de Honor (2000).[20][21]
- Gran Cruz de la Ordre national du Mérite (2006).[22]
- Doctor honoris causa por la Universidad Hebrea de Jerusalén (2001).[23]
- Doctor honoris causa por la Universidad de Atenas.[1]